# Болотная тварь (предстоящий фильм)
«Боло́тная тварь» (англ. Swamp Thing) — будущий американский полнометражный супергеройский фильм, основанный на комиксах издательства DC Comics об одноимённом персонаже. Шестая по счёту кинокартина в медиафраншизе «Вселенная DC», представляющая собой перезапуск серии фильмов о Болотной твари. Производством занимается DC Studios, а распространением — Warner Bros. Pictures. Сценарист и режиссёр — Джеймс Мэнголд.
Главы DC Studios Джеймс Ганн и Питер Сафран анонсировали новый фильм о Болотной твари в январе 2023 года. В то же время Мэнголд вступил в переговоры на предмет режиссуры и написания сценария, а в апреле был официально утверждён на соответствующие должности и приступил к работе. В отличие от остальных проектов «Вселенной DC», данный фильм будет представлять собой готический хоррор, а создатели будут черпать вдохновение для сюжета из серии комиксов «Сага о Болотной твари» (1984—85) за авторством Алана Мура.
Фильм «Болотная тварь» станет частью первой главы «Вселенной DC» под названием «Боги и монстры».

## Производство
В октябре 2022 года сценарист / режиссёр Джеймс Ганн и продюсер Питер Сафран стали председателями и директорами новообразованной компании DC Studios. Через неделю после вступления в должности они начали работу над многолетним планом новой франшизы, получившей название «Вселенная DC». Примерно в то же время режиссёр Джеймс Мэнголд связался с Ганном и Сафраном, чтобы обсудить идею фильма о Болотной твари, который он представлял себе как самостоятельный готический хоррор с элементами нуара, вдохновлённый романом «Франкенштейн, или Современный Прометей» (1818) и фильмом «Робокоп» (1987) и показывающий человека, который пробуждается в теле монстра. В декабре появилась информация о том, что Мэнголд заинтересовался возможностью поработать над одним из проектов вместе с Ганном и Сафраном. 31 января 2023 года Ганн и Сафран обнародовали расписание первых проектов «Вселенной DC», которая начинается с первой главы, получившей название «Боги и монстры». Одной из анонсированных картин стал фильм-перезапуск о Болотной твари, в котором будет рассказана история происхождения персонажа. Ганн и Сафран заявили, что это будет фильм ужасов, отличающийся по духу от прочих проектов «Вселенной DC». Ганн добавил, что фильм будет особенно сильно вдохновлён серией комиксов «Сага о Болотной твари» (1984—85) за авторством Алана Мура. После анонса проекта Мэнголд выложил в своих социальных сетях изображение Болотной твари. На следующий день сайтом The Hollywood Reporter была подтверждена информация о его переговорах на предмет написания и постановки фильма. Мэнголд, являющийся поклонником персонажа, предложил Ганну и Сафрану свои идеи по поводу проекта. Он не собирался приступать к работе до тех пор, пока не закончится производство фильмов «Индиана Джонс и Колесо судьбы» (2023) и «Боб Дилан: Никому не известный» (2024).
Мэнголд подтвердил информацию о своём участии в апреле того же года, когда начал писать сценарий; параллельно Мэнголд работал над фильмом-спин-оффом франшизы «Звёздные войны» и отметил, что не знает точно, какой из этих проектов будет готов раньше. Ганн назвал «Болотную тварь» проектом мечты Мэнголда. В октябре 2024 года Мэнголд заявил, что хочет сперва снять фильм по «Звёздным войнам», но уже в декабре того же года вновь сказал, что не знает, какой проект снимет следующим, поскольку в тот момент сценарий для спин-оффа «Звёздных войн» ещё не был готов. В феврале 2025 года Ганн и Сафран обновили расписание «Главы первой». Из-за графика Мэнголда «Болотная тварь» находилась в «подвешенном состоянии». Продюсеры также сказали, что с радостью ждут, когда режиссёр освободится для работы над фильмом, добавив, что он не является неотъемлемой частью сюжета «Вселенной DC», а в расписании фигурирует только из-за того, что Мэнголд хотел снять этот фильм и им понравились его идеи.

## Премьера
Фильм «Болотная тварь» выйдет в прокат США и станет частью первой главы «Вселенной DC» под названием «Боги и монстры».